# ケリー・ピックラー
ケリー・ピックラー（Kellie Dawn Pickler、1986年6月28日 - ）は、アメリカ合衆国のカントリー歌手、司会者。フォックス放送のリアリティ番組『アメリカン・アイドル』(シーズン5)で第6位だったことで知られる。2006年、19エンターテイメントとBNAレコードと契約し、10月にデビュー・アルバム『Small Town Girl 』を発売。シングル・カットされた3曲はいずれもビルボードのカントリー・チャートに入っており、『Red High Heels 』は第19位、『I Wonder 』は第14位、『Things That Never Cross a Man's Mind 』は第16位となり、アルバムはアメリカレコード協会よりゴールドディスクに認定された。2008年秋、自身の名前を冠した2枚目のアルバム『Kellie Pickler 』を発売し、彼女がプロデュースしたシングル『Don't You Know You're Beautiful 』は第21位、テイラー・スウィフトとの共作『Best Days of Your Life 』は第9位となり、初のトップ・テン入りを果たした。『Didn't You Know How Much I Loved You 』は第14位、『Makin' Me Fall in Love Again 』は第30位となった。2012年、『アメリカン・アイドル』卒業生ランクで第14位となった。

## プロフィール
ノースカロライナ州シャーロット近くの小さな町アルベマールのスタンリー記念病院で父クライド・ボ・レイモンド・ピックラーJr、母シンシア・モートンの間に生まれた。母親はケリーが2歳の時に家を出た2年後親権を求めた。子供の頃父親が刑務所への出入りを繰り返していたため、12歳の頃裁判の後祖父母の元に預けられ、それ以降祖父母に育てられた。元電気工事士の祖父クライド・レイモンド・ピックラーSrと祖母フェイ・ピックラーからの影響を強く受けている。2004年、ノースカロライナ州ニューロンドンの北スタンリー高等学校を卒業。チアリーダーでミスでもあった。卒業式ではリアン・ライムスの『On the Side of Angels 』を歌った。
ドライブインファーストフードチェーンのソニックでウェイトレスをしていた頃、2005年、ABCのローカル局で『Gimme the Mike! Charlotte 』のコンテストに出場し準優勝した。17歳の頃ミス・アメリカに応募してミス・スタンリーとなり、その後2004年、ミス・ノースカロライナに出場した。途中棄権し、パラリーガルになるための勉強に専念することにした。

## 『アメリカン・アイドル』
2005年秋19歳の頃、ノースカロライナ州グリーンズボロで行なわれたオーディションに参加し、ケリー・クラークソンの『シンス・ユー・ビーン・ゴーン』とマルティナ・マクブライドの『A Broken Wing 』を歌い、ハリウッド・オーディションへと進んだ。2月にはセミ・ファイナルに進出し、3月9日最終12名までに残った。
審査員のサイモン・コーウェルのお気に入りで、最終3名まで残り、前シーズン優勝者キャリー・アンダーウッドを越えるだろうと予言された。奇抜な性格で、また南部美人でもあり、実際の観客の前で歌ったことがほとんどないと、言葉を噛みながら話したりして次第に観客の心を掴んでいった。3月27日の『Us Weekly 』の記事で彼女とジェシカ・シンプソンを比較し、どちらも天然キャラの南部美人ということで「第二のジェシカ・シンプソンはケリーだ」という見出しの記事を書いた。自身は近代のポップ・カルチャーの分類ではないことを幾度となく語っている。

### 歌唱曲
| 放送回              | テーマ                             | 曲名                               | オリジナル歌手           | 結果   |
| ------------------- | ---------------------------------- | ---------------------------------- | ------------------------ | ------ |
| 上位24名 (女性12名) | 自由選曲                           | How Far                            | マルティナ・マクブライド | 合格   |
| 上位20名 (女性10名) | 自由選曲                           | Something to Talk About            | ボニー・レイット         | 合格   |
| 上位16名 (女性8名)  | 自由選曲                           | I'm the Only One                   | メリッサ・エスリッジ     | 合格   |
| 上位12名            | スティーヴィー・ワンダーの曲       | Blame It on the Sun                | スティーヴィー・ワンダー | 合格   |
| 上位11名            | 1950年代のヒット曲                 | Walkin' After Midnight             | パッツィ・クライン       | 合格   |
| 上位10名            | 21世紀のヒット曲                   | Suds in the Bucket                 | サラ・エヴァンス         | 合格   |
| Top 9               | カントリー音楽                     | Fancy                              | ボビー・ジェントリー     | 合格   |
| 上位8名             | クイーン                           | Bohemian Rhapsody                  | クイーン                 | 合格   |
| 上位7名             | グレート・アメリカン・ソングブック | Bewitched, Bothered and Bewildered | ヴィヴィアン・シーガル   | 合格   |
| Top 6               | ラブソング                         | アンチェインド・メロディ           | トッド・ダンカン         | 不合格 |

## プライベート
彼女の話によると、父親はアルコール使用障害及び薬物依存症で、2003年、刺傷事件により加重暴行及び暴行罪でフロリダ州立刑務所に3年9ヶ月服役した。2006年5月6日、『アメリカン・アイドル』離脱から1週間後に出所した。
母親は不渡りを繰り返し、1988年、働いていたアルベマールのウォルマートで精神安定剤のバリウムの偽造した処方箋を渡したとして有罪を宣告された。ピックラーの2歳の誕生日の翌日に両親は離婚。1年後の1989年7月、母親が姿を消した。父親が刑務所に入れられた時、シャーロット北東45マイル離れたアルベマール郊外の祖父母の元で暮らすことになった。1992年、母親はアルベマールに戻ったがめったに娘であるケリーと接触しなかった。しかし1995年3月、父親は武装強盗で刑務所にいたため、母親に親権が与えられた。ケリーが4年生の頃、「お母さんは2年間私の親権を得た」と言っていた。2006年2月、『オブザーバー』のインタビューで「あの頃母は肉体的にも精神的にも私を虐待した」と語った。1997年の裁判でケリーの祖父母が、母親はユニオン郡に彼女を連れて児童虐待を止めるよう努力したと語った。しかし裁判所は親権を祖父母に移管した。母親はまた姿を消し、それ以降消息はわかっていない。2006年4月、NBCのインタビューで「私の人生において重要なことの一つに、私たちは他者を許すということを学んだ。私は毎日神様に私の罪や私がした悪いことを許してくれることをお願いした。だから私は彼らがしたことを許す」「私は彼女を許した。何年も会ってないし、今彼女に会ってもわからないと思う。でも彼女は私の母親であり一人の人間である。神様はみんなを愛してくれる。そして私も彼女を愛する。彼女は私の母親だから」と語った。
2007年2月26日、彼女自身の『アイドル』であり、強い影響を受けたカントリー界の大御所ドリー・パートンと会った。　ソニーBMGの会長ジョー・ギャランテの計らいによるサプライズであった。
2007年、ナッシュビル・プレデターズの選手ジョーダン・トゥートゥーと付き合いがあり、ヌナブト準州の彼の家族を訪れたが翌年別れた。
親友はミス・ティーンのコンテストからのサマー・ミラー。また『アメリカン・アイドル』シーズン4優勝者のキャリー・アンダーウッド、2枚目のアルバム『Kellie Pickler 』に収録された『Best Days of Your Life 』を共作したカントリー・ポップ歌手のテイラー・スウィフト、2008年に彼女がエイミー・メイヨと共に花嫁介添え人を務めた『アメリカン・アイドル』でのルームメイトであるキャサリン・マクフィーなどと親しい。
2008年6月、長年ベジタリアンである親しい友人のキャリー・アンダーウッドのように、肉を食べることをやめた。最初は健康のためとしていたが、テレビでパメラ・アンダーソンが動物の権利を守るグループPETAのCMに出演しているのを見て興味を持っていった。「ある夜私は眠れず適当にGoogle検索してみた。「PETAって何だろう」と全ての動画を見て恐ろしいと思った。これは動物虐待だ。動物たちに起きている、知らなくてはいけないことがたくさんあり、私はとても辛くなりもう肉を食べられなくなった」と語った。2009年5月、PETAの『世界で最もセクシーなベジタリアン』に選出された。
2010年6月15日、彼女の亡くなった祖母の誕生日、2年半の交際後ソングライターのカイル・ジェイコブに夕暮れの海岸でプロポーズされて婚約した。2011年1月1日、「カリブ海の島に親しい人たちを呼んで小さな結婚式を挙げた」。

### 慈善活動
セント・ジュード小児研究病院を積極的にサポートしており、募金活動の援助やお見舞いなどをしている。他にも様々な機関のチャリティ・イベントにも参加している。2006年11月12日、ノースカロライナ州の子供病院、12月16日、ハリケーン・カトリーナの被害を受けたニューオーリンズのNFL Youth Education Towns Boys & Girls Club 、2007年1月12日、セント・ジュード小児研究病院、2月1日、ペニントン小学校を訪れるなどそれぞれのチャリティ・コンサートに参加した。「セント・ジュードなどのコミュニティや組織に還元できるのはとても素晴らしいこと」「とても良い経験であり、誰か、あるいはみんなが助けるということに私自身勇気付けられた」と語った。
2007年6月15日から25日、Mario Magroによるカントリー・アーティストが参加するオンライン・オークションで孤児をサポートするチャリティ・イベント『Kiss for a Cause Foundation Celebrity Auction  』に参加。第42回ACMアワードを記念し、セレブリティのキス・マークとサインが印刷されたハンドバッグがオークションにかけられた。
2007年、彼女はUSO(米国慰問協会)のツアーに3度参加した。1度目は2007年後期から2008年初期にイラクへ、2度目は2008年12月にドイツ、アフガニスタン、イラク、コソボ、イングランドへ、3度目は2010年1月にランディ・ハウザーとジェイミー・ジョンソンと共にイラク、クウェートへの10日間のツアーに行った。彼女はハウザーとジョンソンと「戦場の前線の遠隔基地で演奏し、夜には銃声が聞こえた」。
2009年8月初頭、ABCの『Extreme Makeover: Home Edition 』でオハイオ州ビーバークリークのジェームス・ターペニング一家の改築に参加した。彼女はこの家で無料コンサートを行い、また改築にも協力した。